# Svampen Örebro
Svampen Örebro är ett årligt travlopp för 2-åriga varmblod som körs på Örebrotravet i Örebro i Örebro län. Det går av stapeln i oktober varje år i samband med att Örebrotravet anordnar V75. Loppet körs över sprinterdistans 1609 meter med autostart. Loppet är ett Grupp 2-lopp, det vill säga ett lopp av näst högsta internationella klass.
Vid de två första upplagorna 2011 och 2012 var loppet uppdelat i ett lopp för hingstar och valacker och ett lopp för ston. Då med cirka 300 000 kronor i förstapris i vardera lopp. Sedan 2013 års upplaga är loppen ihopslagna till ett lopp med högre prissumma. Förstapris numera är 600 000 kronor, vilket också gör loppet till det största tvååringsloppet i Sverige efter Svensk Uppfödningslöpning.
I 2017 års upplaga slogs nytt rekord i Svampen Örebro och nytt banrekord för tvååringar då Maze Runner, körd av Johnny Takter, segrade på tiden 1.13,3. Det tidigare banrekordet för tvååringar var Denim Bokos segertid 1.14,0 i 2012 års upplaga av loppet. Maze Runners rekordtid tangerades i 2018 års upplaga av Global Adventure, körd av Erik Adielsson.

## Vinnare
| År        | Häst              | Kusk               | Tränare          | Odds  | Tid    | Tvåa              | Trea               |
| --------- | ----------------- | ------------------ | ---------------- | ----- | ------ | ----------------- | ------------------ |
| 2024      | Sassy But Classy  | Erik Adielsson     | Tomas Malmqvist  | 9,80  | 1.13,8 | Pure Athena       | Det Är Hon         |
| 2023      | Matchmadeinheaven | Rikard N. Skoglund | Fredrik Wallin   | 34,20 | 1.15,8 | Melba Westwood    | Ronno              |
| 2022      | Feel No Pain      | Daniel Wäjersten   | Daniel Wäjersten | 2,89  | 1.14,5 | Frustration       | Oimmortal Doc      |
| 2021      | Tetrick Wania     | Riina Rekilä       | Riina Rekilä     | 2,35  | 1.14,0 | Escada            | Beat It            |
| 2020      | Mi Ma Ohrtus      | Rikard N. Skoglund | Joakim Elfving   | 7,66  | 1.14,2 | Cool Kronos       | Manual Flight      |
| 2019      | Sayonara          | Carl Johan Jepson  | Fredrik Wallin   | 3,08  | 1.14,8 | Custom Cheval     | Global Bookmaker   |
| 2018      | Global Adventure  | Erik Adielsson     | Svante Båth      | 5,48  | 1.13,3 | Belker            | Ultion Face        |
| 2017      | Maze Runner       | Johnny Takter      | Marcus Lindgren  | 15,12 | 1.13,3 | Felicity Shagwell | Mariah's Baby K.V. |
| 2016      | Executive Caviar  | Björn Goop         | Joakim Lövgren   | 13,93 | 1.14,3 | Helloise Boko     | Västerbo Rainbow   |
| 2015      | Dixi Sisu         | Per Nordström      | Per Nordström    | 6,55  | 1.14,0 | M.T.Le Bron       | Global Touchdown   |
| 2014      | Tunika            | Björn Goop         | Tomas Malmqvist  | 2,11  | 1.14,6 | Facile Boko       | Staro Juventus     |
| 2013      | Elton Attack      | Jorma Kontio       | Tomas Malmqvist  | 13,09 | 1.16,0 | Bear My Crown     | Gabriella Sisu     |
| 2012, h/v | Tumble Dust       | Erik Adielsson     | Tomas Malmqvist  | 17,11 | 1.14,6 | Poochai           | Marquis Ås         |
| 2012, s   | Denim Boko        | Per Nordström      | Per Nordström    | 2,14  | 1.14,0 | Donna di Quattro  | Acai Am            |
| 2011, h/v | Dreams Take Time  | Örjan Kihlström    | Jim Oscarsson    | 3,38  | 1.15,6 | Here to Rock F.   | Arnie Ken          |
| 2011, s   | Dairy Queen       | Björn Goop         | Per Engblom      | 11,53 | 1.16,6 | Pin Kronos        | Classy Credit      |